# Arrou
Arrou és un municipi francès, situat al departament de l'Eure i Loir i a la regió de Centre – Vall del Loira. L'any 2007 tenia 1.700 habitants.

## Demografia

### Població
El 2007 la població de fet d'Arrou era de 1.700 persones. Hi havia 762 famílies, de les quals 263 eren unipersonals (122 homes vivint sols i 141 dones vivint soles), 290 parelles sense fills, 193 parelles amb fills i 16 famílies monoparentals amb fills.
La població ha evolucionat segons el següent gràfic:
Habitants censats

### Habitatges
El 2007 hi havia 1.089 habitatges, 774 eren l'habitatge principal de la família, 185 eren segones residències i 130 estaven desocupats. 1.026 eren cases i 60 eren apartaments. Dels 774 habitatges principals, 584 estaven ocupats pels seus propietaris, 177 estaven llogats i ocupats pels llogaters i 13 estaven cedits a títol gratuït; 14 tenien una cambra, 91 en tenien dues, 197 en tenien tres, 227 en tenien quatre i 245 en tenien cinc o més. 543 habitatges disposaven pel capbaix d'una plaça de pàrquing. A 391 habitatges hi havia un automòbil i a 244 n'hi havia dos o més.

### Piràmide de població
La piràmide de població per edats i sexe el 2009 era:
| Homes | Edats   | Dones |
| ----- | ------- | ----- |
| 0     | 95 o +  | 0     |
| 8     | 90 a 94 | 4     |
| 16    | 85 a 89 | 32    |
| 24    | 80 a 84 | 24    |
| 48    | 75 a 79 | 28    |
| 60    | 70 a 74 | 100   |
| 96    | 65 a 69 | 96    |
| 60    | 60 a 64 | 44    |
| 20    | 55 a 59 | 52    |
| 44    | 50 a 54 | 16    |
| 56    | 45 a 49 | 40    |
| 84    | 40 a 44 | 60    |
| 68    | 35 a 39 | 56    |
| 36    | 30 a 34 | 48    |
| 56    | 25 a 29 | 24    |
| 32    | 20 a 24 | 44    |
| 24    | 15 a 19 | 60    |
| 40    | 10 a 14 | 84    |
| 36    | 5 a 9   | 52    |
| 56    | 0 a 4   | 20    |

## Economia
El 2007 la població en edat de treballar era de 947 persones, 677 eren actives i 270 eren inactives. De les 677 persones actives 601 estaven ocupades (346 homes i 255 dones) i 76 estaven aturades (39 homes i 37 dones). De les 270 persones inactives 98 estaven jubilades, 80 estaven estudiant i 92 estaven classificades com a «altres inactius».

### Ingressos
El 2009 a Arrou hi havia 818 unitats fiscals que integraven 1.743 persones, la mediana anual d'ingressos fiscals per persona era de 16.235 €.

### Activitats econòmiques
Dels 75 establiments que hi havia el 2007, 1 era d'una empresa extractiva, 5 d'empreses alimentàries, 2 d'empreses de fabricació de material elèctric, 8 d'empreses de fabricació d'altres productes industrials, 13 d'empreses de construcció, 13 d'empreses de comerç i reparació d'automòbils, 6 d'empreses de transport, 2 d'empreses d'hostatgeria i restauració, 1 d'una empresa d'informació i comunicació, 4 d'empreses financeres, 2 d'empreses immobiliàries, 8 d'empreses de serveis, 5 d'entitats de l'administració pública i 5 d'empreses classificades com a «altres activitats de serveis».
Dels 21 establiments de servei als particulars que hi havia el 2009, 1 era una oficina de correu, 2 oficines bancàries, 1 taller de reparació d'automòbils i de material agrícola, 1 autoescola, 4 paletes, 3 guixaires pintors, 4 lampisteries, 1 electricista, 1 perruqueria, 1 restaurant, 1 agència immobiliària i 1 saló de bellesa.
Dels 7 establiments comercials que hi havia el 2009, 1 era un hipermercat, 2 fleques, 3 carnisseries i 1 una joieria.
L'any 2000 a Arrou hi havia 77 explotacions agrícoles que ocupaven un total de 5.141 hectàrees.

## Equipaments sanitaris i escolars
L'únic equipament sanitari que hi havia el 2009 era una farmàcia.
El 2009 hi havia 1 escola maternal i 2 escoles elementals.

## Poblacions més properes
El següent diagrama mostra les poblacions més properes.